# Союз ТМА-5
Союз ТМА-5 е пилотиран космически кораб от модификацията „Союз ТМА“, полет 9S към МКС, 115-и полет по програма „Союз“. Чрез него е доставена в орбита десета основна експедиция и е 25-и пилотиран полет към „МКС“.

## Екипаж

### При старта

#### Основен
Десета основна експедиция на МКС
- Салижан Шарипов (2) – командир
- Лерой Чао (4) – бординженер-1
- Юрий Шаргин (1) – бординженер-2

#### Дублиращ
- Валерий Токарев – командир
- Уилям Макартър – бординженер-1

### При кацането
- Салижан Шарипов (2) – командир
- Лерой Чао (4) – бординженер-1
- Роберто Витори – бординженер-2

## Най-важното от мисията
Екипажът на Десета основна експедиция пристига успешно на борда на МКС. В екипажа влиза и първият космонавт на Руските космически войски Юрий Шаргин. Той се завръща на Земята на борда на Союз ТМА-4, заедно с екипажа на „Експедиция – 9“. На 23 декември 2004 г. стартира и два дни по-късно се скачва със станцията товарният космически кораб „Прогрес М-51“. На борда на МКС се доставят храна, вода, кислород и научно оборудване. Остава скачен със станцията около 2 месеца (до 9 март).
На 26 януари екипажът извършва първото си излизане в открития космос за монтаж на оборудване за експеримента „Rokviss“ на ЕКА и инсталиране на руски биологичен експеримент за външна експозиция.

### Космическа разходка
| № | Участници                 | Начало                   | Край                     | Продължителност    |
| - | ------------------------- | ------------------------ | ------------------------ | ------------------ |
| 1 | Лерой Чао Салижан Шарипов | 26 януари 2005 07:41 UTC | 26 януари 2005 13:11 UTC | 5 часа и 30 минути |
| 2 | Лерой Чао Салижан Шарипов | 28 март 2005 06:25 UTC   | 28 март 2005 10:55 UTC   | 4 часа и 30 минути |

Следващият товарен кораб „Прогрес М-52“ се скачва с МКС на 2 март и остава там до 15 юни. Освен стандартните товари за станцията на борда му се намира и един наносателит. Последният е пуснат в полет при второто излизане на екипажа в открития космос. Освен пускането му екипажът при излизането си монтира и три антени, предназначени за т. нар. Автономен товарен кораб и GPS.
По време на полета екипажът изпълнява много експеримента в различни научни области.
На 15 април е изстрелян, а на 17 април се скачва с МКС космическия кораб Союз ТМА-6. На борда му се намира „Експедиция – 11“, заедно с космонавтът на ЕКА Роберто Витори (първи европеец с втори полет на „МКС“). След около осемдневен съвместен полет, той и екипажа на „Експедиция-10“ се завръщат успешно на Земята на 24 април на борда на „Союз ТМА-5“.
- Стартът на „Союз ТМА-5“
- Тренировки на екипажа на космодрума Байконур (5 април 2004 г.)